# Konvergens (neuropsykologi)
Konvergens innebär inom neuropsykologi att flera neuroner är sammankopplade till en cell och påverkar styrkan på den slutgiltiga signalen. T.ex. om flera celler som är kopplade till ”slutcellen” aktiveras blir det en starkare aktivering – en stor excitation.